# Muselmann

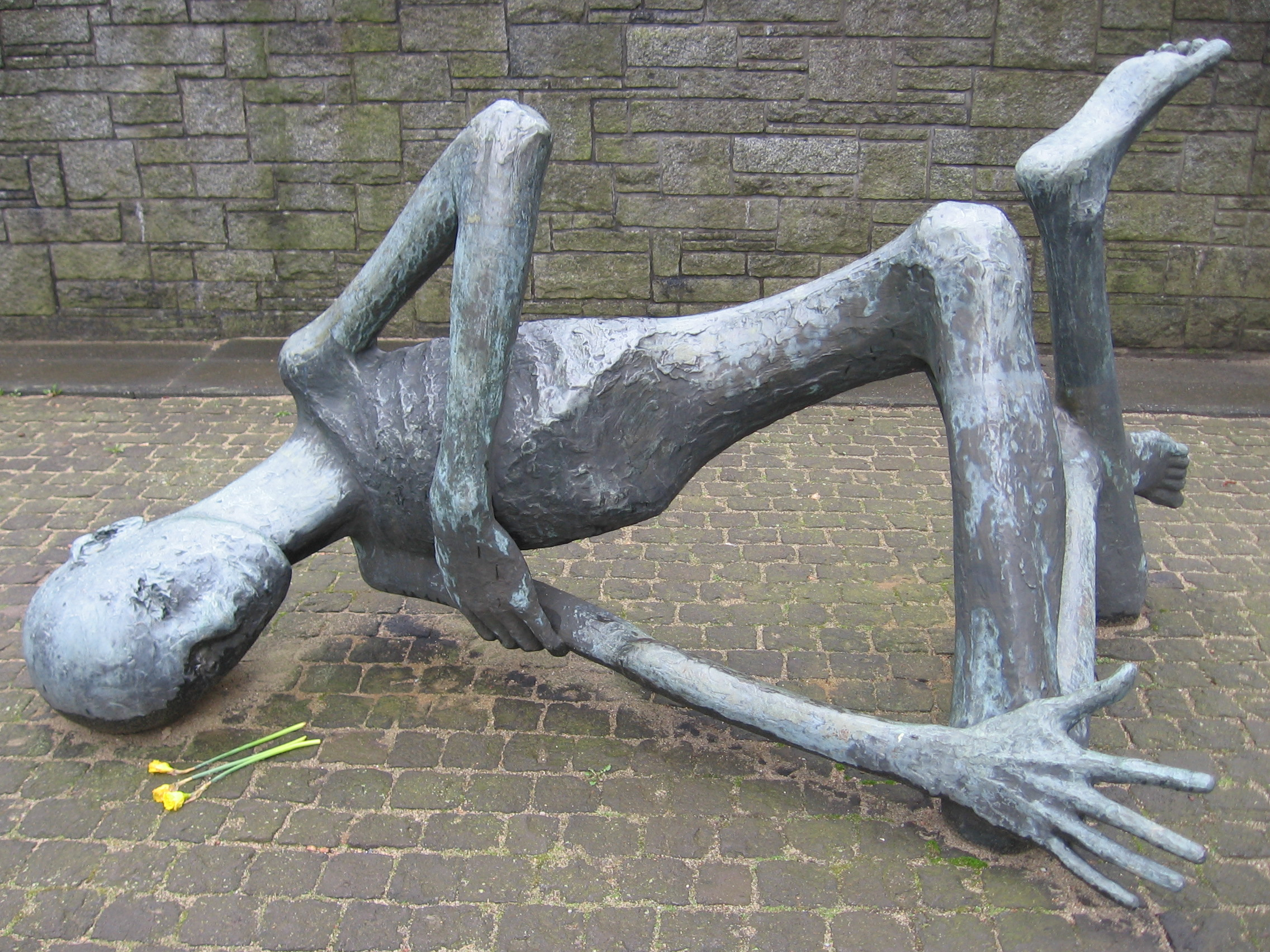
Scultura des sterbenden Häftlings al Gedenkstätte nel campo di concentramento di Neuengamme

Muselmann (anche: Muselman, plurale Muselmänner, polacco Muzułman) nel gergo Lagerszpracha durante il nazionalsocialismo, erano i prigionieri con inedia fino alle ossa già in fase di pre-agonia.

## Aspetto

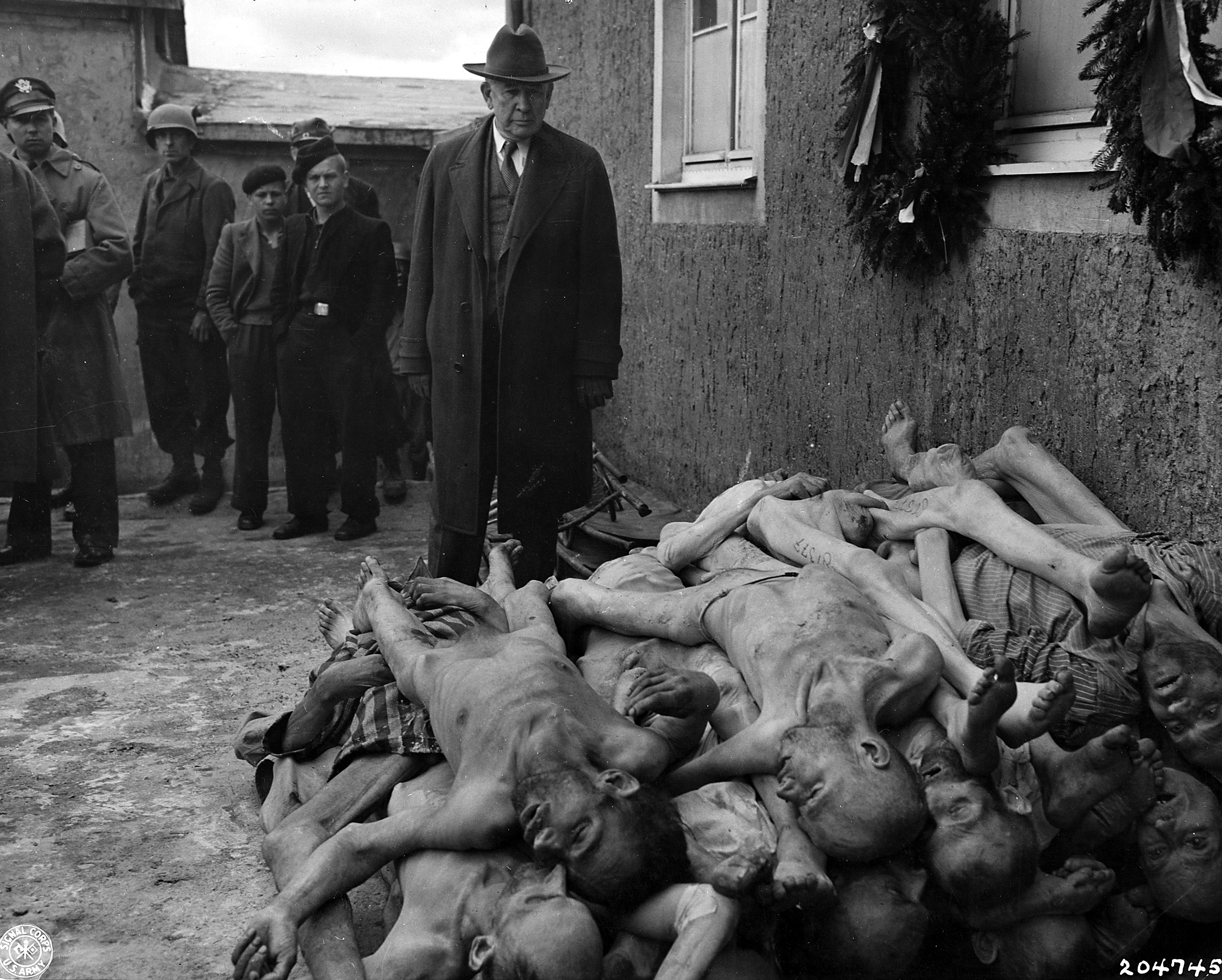
Morti, prigionieri del campo di concentramento di Buchenwald

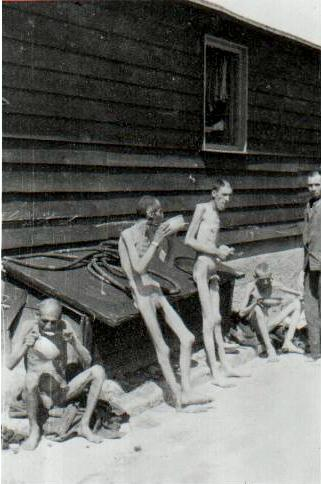
Sopravvissuti nel campo di concentramento di Gusen, 1945

Persone all'ultimo stadio dell'inedia nei campi di concentramento nazisti. Caratterizzati da aspetto fisico tipico dell'inedia, gambe gonfie e ventre gonfio. Per pulsione di autoconservazione erano solo alla ricerca di cibo, ad esempio scarti di patate nei bidoni della spazzatura. Le SS li definivano Untermenschen, e non li curavano. I Kapo furono brutali con loro. Anche i prigionieri finivano in parte nelle baracche, perché caduti in apatia e agonia di fame, e la paura degli altri prigionieri li portava a procurare loro una "buona fine".
Anche a guerra finita le probabilità di sopravvivenza furono minime, dato il grado di malnutrizione e l'elevata incidenza di malattie.

## Significato e varianti
Si è ipotizzato che l'origine dell'appellativo di muselmann (letteralmente, musulmano) riferito ai prigionieri dei Lager nazisti ormai prossimi alla morte possa avere due origini. Queste ipotesi sono ritenute entrambe poco plausibili.
La prima ipotesi si riferisce al senso di fatalismo che circondava quegli uomini e donne che, stremati da freddo, malnutrizione, fatica e malattie, sarebbero potuti morire in qualunque momento. La seconda ipotesi si riferisce all'uso di fasciature alla testa, necessarie per la precaria medicazione di piaghe e ferite, che potevano dare l'idea di un turbante.
Una terza ipotesi fa risalire l'origine del termine al ricordo di carestie nei paesi musulmani viste in passato nei cinegiornali.
Secondo alcuni deportati, come Aldo Carpi, i prigionieri venivano così chiamati in quanto ridotti ad uno stadio di consunzione estrema cadevano sfiniti in ginocchio con le mani in avanti come la posizione prosternata dei musulmani che pregano.
Anche il termine gergale russo Dochodjaga (доходяга, letteralmente: giunto in fondo, concluso, alla fine) era sovente utilizzato per indicare i prigionieri all'ultimo stadio dell'inedia.
Nel lager femminile di Ravensbrück, lo stesso concetto veniva espresso con i sostantivi Schmutzstück e Schmuckstück (rispettivamente, immondizia e gioiello), termini omofoni usati con chiaro riferimento denigratorio.